# Sonora Carver
Sonora Carver (* 2. Februar 1904 in Waycross, Georgia; † 21. September 2003 in Pleasantville, New Jersey) war eine US-amerikanische Reiterin, die in Doc Carvers Pferdeshow auftrat. Durch einen Unfall erblindete sie, arbeitete aber weiter als Reiterin bei der Show. Ihre Autobiografie wurde 1991 verfilmt.

## Beginn der Karriere
Sonora Webster wuchs in einer vielköpfigen Familie auf, die häufig umzog. Nach dem zehnten Schuljahr verließ sie die Schule. Schon als kleines Kind liebte sie Pferde. In ihrer Autobiographie berichtet sie, dass sie als Fünfjährige einmal beinahe ihren kleinen Bruder gegen ein Zugpferd eingetauscht hätte. Sie war sehr beeindruckt, als 1923 sie William Frank Carvers Pferdetauchshow in Savannah sah. Dennoch reagierte sie zunächst ablehnend, als ihre Mutter ihr vorschlug, sich auf eine Annonce hin bei Carver als Reiterin zu bewerben, und ließ sich nur sehr widerwillig zu einem Gespräch mit Carver überreden. Carver benötigte zu diesem Zeitpunkt eine neue Reiterin, weil seine Tochter Lorena verletzungsbedingt pausieren musste und sein Sohn Allen mit einem Teil der Pferde einen Ableger der Tauchshow in Texas etablieren sollte.
Einige Monate später bewarb sie sich dann doch bei der Show und fuhr mit Carver ins Winterquartier nach Jacksonville in Florida, wo sie ein mehrwöchiges Training absolvierte. 1924 folgten ihre ersten Auftritte in Durham. Sie erhielt zunächst einen Wochenlohn von 50 Dollar. Ihre Aufgabe war es, auf einem 40 bis 60 Fuß hohen Holzturm ein Pferd zu ersteigen, das dann von diesem Turm in ein elf Fuß tiefes Wasserbassin sprang und über eine Rampe wieder herauskletterte. Carver besaß, als Sonora Webster Mitglied seiner Show wurde, die fünf Pferde Klatawah, Snow, Judas, Duchess of Lightning und John the Baptist und ließ Sonora zunächst mit den drei erstgenannten arbeiten, während die anderen beiden für die Shows unter Allens Regie genutzt wurden. Allerdings entwickelte Judas bald eine gefährliche Sprungtechnik und wurde in der Show nicht mehr eingesetzt und Snow nahm so stark zu, dass sie schließlich nur noch für Zuchtzwecke verwendet wurde. So arbeitete Sonora Webster zunächst hauptsächlich mit dem alten Fuchs Klatawah, der zu den ersten Pferden gehörte, die Carver zum Tauchen trainiert hatte.
Später wurden die Pferde getauscht. Allen und Lorena Carver nahmen Klatawah, Judas und Snow nach New Orleans mit, während Sonora Webster bei William Frank Carver im Fairmont Park in Kansas City auftrat. 1926 wurden in Topsfield, Massachusetts die tauchenden Pferde der Carver-Show erstmals gefilmt. Später erschienen sie noch oft in Wochenschauen.

## Unglücksfälle und Umstrukturierung
Im selben Jahr hätte Sonora Webster beinahe ihren ersten Unfall beim Tauchen erlitten, als sich im Krug Park in Omaha plötzlich John the Baptists Geschirr löste und sie nur noch Halt an seiner Mähne fand. Es gelang ihr jedoch, von seinem Rücken auf die Plattform des Turms zurückzuklettern.
1927 ereignete sich ein weiteres Unglück. Die Stute Duchess of Lightning kam bei einem Sprung von Lick's Pier in Ocean City ums Leben. Dort hatte man erstmals die Pferde nicht in ein Bassin, sondern ins offene Meer springen lassen. Während John the Baptist es schaffte, nach seinem Sprung trotz der starken Brandung ans Ufer zu gelangen, wurde Duchess of Lightning von den Wellen so erschreckt, dass sie aufs Meer hinausschwamm. Ein Rettungsboot folgte ihr, brachte das Tier jedoch erst recht in Panik. Schließlich wurde eine Schlinge um den Hals des Pferdes geworfen und das Boot schleppte Duchess of Lightning an den Strand zurück, wo jedoch nur noch ihr Tod festgestellt werden konnte.
Wenig später starb William Frank Carver hochbetagt. Wegen eines neuen Kontrakts, der sie nach Sacramento führte, konnte die Truppe seiner Beerdigung in Winslow, Illinois, nicht beiwohnen. Allen Carver übernahm nun die Show, und Sonora trennte sich von den züchtigen altmodischen Badeanzügen, die sie bislang auf Wunsch William Frank Carvers während der Sprünge immer getragen hatte, und legte sich neue Kostüme zu. Weitere Neuerungen waren das Winterquartier auf Lorenas Farm in Bucks County, Pennsylvania, und der Umstieg von der Eisenbahn aufs Auto als Transportmittel für die Truppe. Zunächst versuchte man es mit einem Chevrolet, bald darauf wurden zwei Studebakers angeschafft, die gleichzeitig als Werbeträger dienten. Außerdem wurde das Pferd Judas, das seit Jahren nicht mehr für die Tauchsprünge zu gebrauchen war, verkauft. Nachdem auch noch Lorena beschlossen hatte, nicht mehr bei den Shows, sondern nur noch im Management mitzuarbeiten, herrschte nicht nur ein Mangel an Pferden, sondern auch an Reiterinnen. 1928 schloss sich deshalb Sonoras jüngere Schwester Arnette der Truppe an. Sonora trainierte sie, musste aber feststellen, dass es immer wieder zu riskanten Situationen kam. Dennoch trat Arnette in der folgenden Saison bei Lorena auf, wurde aber hinterher verabschiedet, weil sie ihre Probleme bei den Tauchsprüngen nicht in den Griff bekam.
Schließlich fand Allen Carver wieder ein geeignetes Pferd, einen Schecken, der den Namen Red Lips erhielt. Red Lips war von mehreren Käufern wieder an seinen ursprünglichen Besitzer zurückgegeben worden, weil er sich als undressierbar erwiesen hatte. Bei seiner ersten Begegnung mit Sonora riss er ihr das Kleid vom Leib. Später stellte sich jedoch heraus, dass das Pferd nur eine Vorliebe dafür hatte, Textilien zu zerreißen, aber für die Zwecke der Show bestens geeignet war. Red Lips wurde schließlich Sonoras Lieblingspferd.

## Steel Pier

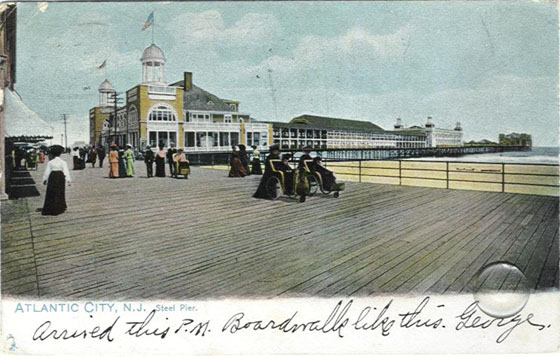
Steel Pier

In Norwich heirateten Sonora und Allen Carver schließlich. Als Hochzeitsgeschenk präsentierte Allen Sonora einen Vertrag, der sie für 1929 dem Vergnügungspark Steel Pier in Atlantic City, New Jersey, verpflichtete. Dort sollte die Show von nun an alljährlich auftreten. Zunächst war beabsichtigt, die Tiere auch hier ins offene Meer springen zu lassen, doch nach dem Unglück, das man mit Duchess of Lightning gehabt hatte, bestand Allen Carver auf dem Bau eines Bassins. Dies wurde ihm auch zugestanden. Arnette kehrte zu ihrer Schwester und ihrem Schwager zurück und trat auf Steel Pier als Schwimmkünstlerin auf.
Steel Pier war zu dieser Zeit wohl einer der bekanntesten Vergnügungsparks in den USA. Johnny Weissmüller zeigte dort sechs Wochen lang seine Künste, eine „menschliche Kanonenkugel“ wurde ins Meer statt in ein Fangnetz geschossen, der Radkünstler Oscar Babcock trat dort auf, die Pallenberg-Bären waren auf Steel Pier ebenso zu sehen wie The Fearless Falcons, eine Akrobatentruppe, die aus Irene Berger und Orville und Roxie LaRose bestand. Sie arbeiteten ohne Netz an einem 125 Fuß hohen Gestell.
Am 14. Juli 1931 ereignete sich ein folgenschwerer Unfall. Bei einem ungewöhnlich steilen Tauchsprung mit Red Lips kam Sonora Carver so unglücklich mit offenen Augen auf der Wasseroberfläche des Bassins auf Steel Pier auf, dass sie sich Schäden an der Retina in beiden Augen zuzog. Sie ignorierte jedoch die Schmerzen und die Sehstörungen, die sich sofort einstellten, mehrere Tage lang, und trat weiter auf. Um überhaupt noch erkennen zu können, wo sich das Pferd befand, auf das sie zu steigen hatte, verwendete sie bei hellem Tageslicht den dunklen Klatawah und bei Nacht Red Lips mit seinem großenteils weißen Fell. Als sie sich schließlich in ärztliche Behandlung begab, war es zu spät, ihr Augenlicht noch zu retten.
Nachdem eine weitere Reiterin der Show ausgefallen war, musste Arnette wieder einspringen. Sonora war während ihrer Zwangspause eingefallen, dass die bisherigen Unsicherheiten vielleicht aus Arnettes Linkshändigkeit resultierten, und gab ihr neue Anweisungen, wie sie zu reiten hatte. Tatsächlich waren damit Arnettes Probleme beim Tauchen gelöst.
Während der Winterpause in Quakertown, Philadelphia, lernte Sonora Carver bei Sadie Cohen die Brailleschrift zu lesen.
Schon in der nachfolgenden Saison wollte sie aber wieder selbst auftreten – jetzt mit einem Schutzhelm, um weitere Verletzungen zu verhindern. Zu Beginn der Saison 1932 ereigneten sich mehrere Unglücksfälle. Bei einem Unfall der Akrobatentruppe Fearless Falcons starb Irene und Roxie wurde schwer verletzt. Sonora Carver war Ohrenzeugin der Tragödie und wollte hinlaufen, wurde jedoch durch eine Absperrung gehindert. Das bewahrte Carver davor von der einstürzenden Takelage der Falcons getroffen zu werden. In den nächsten Tagen ereigneten sich weitere Unfälle. Unter anderem kam einer der Pallenberg-Bären frei und griff einen Athleten an. Angesichts dieser Serie von Unglücksfällen zweifelte Sonora Carver, ob sie wirklich das Risiko eingehen sollte, blind zu reiten. Personal- und Terminnöte zwangen sie jedoch schließlich dazu, am 7. Juni erstmals wieder mit Red Lips zu springen. Es gelang, und Sonora Carver trat noch elf weitere Jahre auf Steel Pier auf.
Das Publikum wusste jahrelang nichts von Sonora Carvers Behinderung. Ein Zeitungsreporter in Charlotte, North Carolina, machte die Tatsache schließlich publik. Daraufhin wurde sie von einem Minister, der sich gerade bemühte, Geld für ein Blindenzentrum in Charlotte zu sammeln, zu einem Radioauftritt überredet. Sonora Carver, die zunächst diesen Eingriff in ihr Privatleben als unangenehm empfunden hatte, stellte schnell fest, dass ihre Popularität vielen Menschen helfen konnte, und machte von diesem Zeitpunkt an kein Geheimnis mehr aus ihrer Blindheit. Sie arbeitete weiter auf Steel Pier bis 1942.

## Nach der Showkarriere
1942 führte der Zweite Weltkrieg zu einer Unterbrechung des Showgeschäfts.
Red Lips, der 1954 starb, durfte seinen Lebensabend auf einer Weide in Houston verbringen, und Sonora Carver lebte von Schreibarbeiten etc., während ihr Mann Nachtportier in einem Motel wurde. Arnette, die die Show 1935 verlassen hatte, lebte als Hausfrau und Mutter in Pennsylvania. Obwohl die Tauchvorstellungen mit Pferden auf Steel Pier nach dem Krieg wieder aufgenommen wurden und bis in die 1970er Jahre stattfanden, kehrten die Carvers nicht in den Showbetrieb zurück. Proteste von Tierschützern und der allgemeine Niedergang des Vergnügungsparks sorgten schließlich dafür, dass keine Pferde mehr vom Turm springen mussten.
Im Jahr 1961 kam Sonora Carvers Autobiographie A Girl and Five Brave Horses heraus, die 1991 unter dem Titel Wild Hearts Can't be Broken mit Gabrielle Anwar in der Hauptrolle verfilmt wurde. Sonora Carver war aber von dem Film sehr enttäuscht, weil er sich nur in Grundzügen an die wirklichen Geschehnisse hielt. Sie starb im Alter von 99 Jahren.

## Werk
- A Girl and Five Brave Horses. As Told to Elizabeth Land, Doubleday & Company, Inc., Garden City, New York 1961, Ndr. bei Martino Publishing, Mansfield Centre 2009, ISBN 978-1-57898-732-0